# Alone at the Top
Alone at the Top is de tweeëntwintigste aflevering van het vijfde seizoen van het tienerdrama Beverly Hills, 90210, die voor het eerst werd uitgezonden op 22 februari 1995.

## Verhaal
Valerie heeft plannen om het aandeel in Peach Pitt After Dark van Rush over te nemen. Als het rond is wordt het nieuws openbaar gemaakt wat inslaat als een bom. Ze geeft Ray meteen een ultimatum, of hij komt terug in haar bed of hij wordt ontslagen. Ray neemt zelf ontslag en besluit te gaan toeren met zijn band. Hij neemt afscheid van Donna en belooft haar terug te komen. Om het te vieren dat Valerie eigenaar is geworden gaat ze naar Dylan met een joint, hij zet haar buiten. Hij kan de verleiding niet weerstaan en wil de joint oproken. Als zijn aansteker weigert ziet hij in dat dit niet goed is en gaat naar Charley, een bekende uit de ontwenningskliniek, voor morele steun. Valerie vraagt aan David en Clare wat zij ervan vinden om andere artiesten te laten optreden in plaats van Ray. Ze zijn enthousiast en gaan meteen zoeken. Donna is nu boos op David omdat zij denkt dat David Ray buiten gewerkt heeft.
De studenten eisen dat Brandon als voorzitter actie onderneemt tegen de diefstallen of het terrein. Als later een vrouw wordt verkracht dan breekt er helemaal paniek uit. Een oudere leerling Lenny die in hetzelfde gebouw woont als David, die samen ook een vriendschappelijke band hebben, wordt gezien als een mogelijke verdachte en wordt verhoord door de politie. Dat Lenny en David vrienden zijn stoort Clare, die hem niet zo mag en ze laat dat ook blijken.

### Rolverdeling
- Jason Priestley - Brandon Walsh
- Jennie Garth - Kelly Taylor
- Ian Ziering - Steve Sanders
- Gabrielle Carteris - Andrea Zuckerman
- Luke Perry - Dylan McKay
- Brian Austin Green - David Silver
- Tori Spelling - Donna Martin
- Tiffani Thiessen - Valerie Malone
- Carol Potter - Cindy Walsh
- James Eckhouse - Jim Walsh
- Mark D. Espinoza - Jesse Vasquez
- Kathleen Robertson - Clare Arnold
- Jamie Walters - Ray Pruit
- Joe E. Tata - Nat Bussichio
- James C. Victor - Peter Tucker
- Caroline McWilliams - LuAnn Pruit
- Jed Allan - Rush Sanders
- Jeffrey King - Charley Rawlins
- David Bowe - Garrett Slan
- Tracy Fraim - Lenny Ziminski